# Acrylsäuremethylester
Acrylsäuremethylester, häufig auch Methylacrylat genannt, ist eine chemische Verbindung aus der Gruppe der Acrylsäureester und damit auch der Carbonsäureester. Sie liegt in Form einer farblosen, stechend riechenden Flüssigkeit vor.

## Herstellung
Acrylsäuremethylester kann durch Debromierung von 2,3-Dibrompropansäuremethylester mit Zink und Schwefelsäure hergestellt werden.
Bei der Pyrolyse von Milchsäuremethylester in Gegenwart von Ethenon (Keten) entsteht in guter Ausbeute Methylacrylat. Milchsäuremethylester findet in jüngerer Zeit Aufmerksamkeit als chemische Verbindung aus nachwachsenden Rohstoffen (englisch „green chemical“). Ein neueres Patent beschreibt die Pyrolyse von Methyllactat an Zeolithen, bei der in 93%iger Ausbeute Methylacrylat entsteht.
Die von Walter Reppe gefundene Nickeltetracarbonyl-katalysierte Hydrocarboxylierung von Acetylen mit Kohlenmonoxid in Anwesenheit von Methanol liefert ebenfalls Methylacrylat.
In der Patentliteratur ist ein einstufiger Syntheseweg zu Methylacrylat über Oxidation von Propen bzw. Acrolein mit Sauerstoff in der Dampfphase in Gegenwart von Methanol beschrieben. Die Umsetzung von Methylformiat mit Acetylen in Gegenwart von Übergangsmetallkatalysatoren führt ebenfalls zu Methylacrylat. Die Alkoholyse von Propiolacton mit Methanol gehört ebenso wie die Methanolyse von Acrylnitril über das intermediär entstehende Acrylamidsulfat zu den veralteten Verfahren zur Herstellung von Acrylsäuremethylester.
Die Verfügbarkeit von preisgünstiger Acrylsäure nach dem Verfahren der Propenoxidation hat die direkte Veresterung mit Methanol unter saurer Katalyse (Schwefelsäure, p-Toluolsulfonsäure, saure Ionenaustauscher) zur großtechnisch ausschließlich genutzten Standardreaktion werden lassen.

## Eigenschaften
Acrylsäuremethylester ist eine farblose, stechend riechende, flüchtige, leichtentzündliche Flüssigkeit, die bei Normaldruck bei 80 °C siedet. Die Dampfdruckfunktion ergibt sich nach Antoine entsprechend log10(P) = A−(B/(T+C)) (P in bar, T in K) mit A = 4,32327, B = 1338,663 und C = −43,516 im Temperaturbereich von 229,5 bis 353,3 K. Die Dämpfe sind dreimal so schwer wie Luft. Acrylsäuremethylester neigt zur spontanen Polymerisation, insbesondere unter Lichteinfluss oder bei erhöhten Temperaturen. Die Polymerisationswärme beträgt −80 kJ·mol−1 bzw. −930 kJ·kg−1. Als Stabilisator wird deshalb 10–20 ppm Hydrochinonmonomethylether (MEHQ) zugesetzt. Bei Lagerung in Gegenwart von Sauerstoff und unterhalb 35 °C beträgt die Lagerdauer höchstens ein Jahr.

### Sicherheitstechnische Kenngrößen
Acrylsäuremethylester bildet leicht entzündliche Dampf-Luft-Gemische. Die Verbindung hat einen Flammpunkt bei −3 °C. Der Explosionsbereich liegt zwischen 1,95 Vol.‑% (71 g/m3) als untere Explosionsgrenze (UEG) und 16,3 Vol.‑% (581 g/m3) als obere Explosionsgrenze (OEG). Eine Korrelation mit der Dampfdruckfunktion ergibt einen unteren Explosionspunkt von −5 °C). Die Grenzspaltweite wurde mit 0,85 mm bestimmt. Es resultiert damit eine Zuordnung in die Explosionsgruppe IIB. Die Zündtemperatur beträgt 415 °C. Der Stoff fällt somit in die Temperaturklasse T2.

## Verwendung
Acrylsäuremethylester ist nach Acrylsäurebutylester und Acrylsäureethylester mit der weltweiten Jahresproduktion von ca. 200.000 Tonnen der drittwichtigste Acrylester.
Wie Acrylsäureethylester reagiert auch der Methylester unter Katalyse durch Lewis-Basen in einer Michael-Addition mit Aminen in hohen Ausbeuten zu β-Alanin-Derivaten, die bei Verwendung langkettiger Amine und nachfolgender Hydrolyse der Esterfunktion amphotere Tenside liefern.
Acrylsäuremethylester dient in erheblichen Mengen über 50.000 Tonnen/Jahr zur Herstellung von 2-Dimethylaminoethylacrylat durch Umesterung mit Dimethylaminoethanol.
Seine Einsatzbreite als Comonomer bei der Polymerisation mit einer Vielzahl von Acryl- und Vinylmonomeren ist weitgehend gleich mit der des Ethylacrylats. Mit Acrylsäuremethylester als Comonomer werden härtere und sprödere Acryllacke erhalten als mit den homologen Acrylsäureestern. Copolymerisation von Methylacrylat mit Acrylnitril verbessert die Verarbeitbarkeit in der Schmelze zu Fasern, die als Vorstufen für Kohlenstofffasern („Carbonfasern“) interessant sein könnten.
Acrylsäuremethylester wird zur Herstellung von Polyamidoamin-Dendrimeren (typischerweise durch eine Michael-Addition mit einem primären Amin) verwendet.

## Sicherheitshinweise
In der Umwelt wird die Substanz leicht abgebaut und reichert sich nicht an. Wegen der augen-, haut- und schleimhautreizenden Eigenschaften und des unangenehm stechenden Geruchs muss Acrylsäuremethylester in geschlossenen Kompartimenten gehandhabt werden.